# Runkelen
Runkelen est une section de la ville belge de Saint-Trond située en Région flamande dans la province de Limbourg. C'était une commune à part entière avant la fusion des communes de 1971 quand elle fut fusionnée avec Duras avant de devenir une section de Saint-Trond lors de la fusion des communes de 1977.

## Histoire de la paroisse de Runkelen
On trouve aussi les formes Runckelen, Runckeren, Runckirs, Rinkeren et Runcherium.
Le comte Gislebert de Duras offrit l'église de Runckelen, avec toutes ses dépendances, à l'abbaye de Parc, en vue d'y établir un prieuré de Norbertins. L'évêque de Liège approuva la donation par une lettre datée de 1134. Le pape Innocent II la confirma en 1142. Les religieux de Parc l'occupèrent donc et, un siècle après, le prieuré était encore en pleine prospérité. Quand les religieux le quittèrent, une partie fut convertie en ermitage. Chaque année, les chanoines de Parc y vinrent célébrer les offices à l'occasion de la fête patronale de l'église Saint-André.

## Démographie

### Évolution démographique
- Sources : INS, Rem. : 1831 jusqu'en 1970 = recensements, 1976 = nombre d'habitants au 31 décembre[3].